# FK BASK Belgrado
El Fudbalski klub BASK es un club de fútbol serbio de la ciudad de Belgrado. Fue fundado en 1903 y juega en la Superliga Serbia.